# Спидола (приёмник)

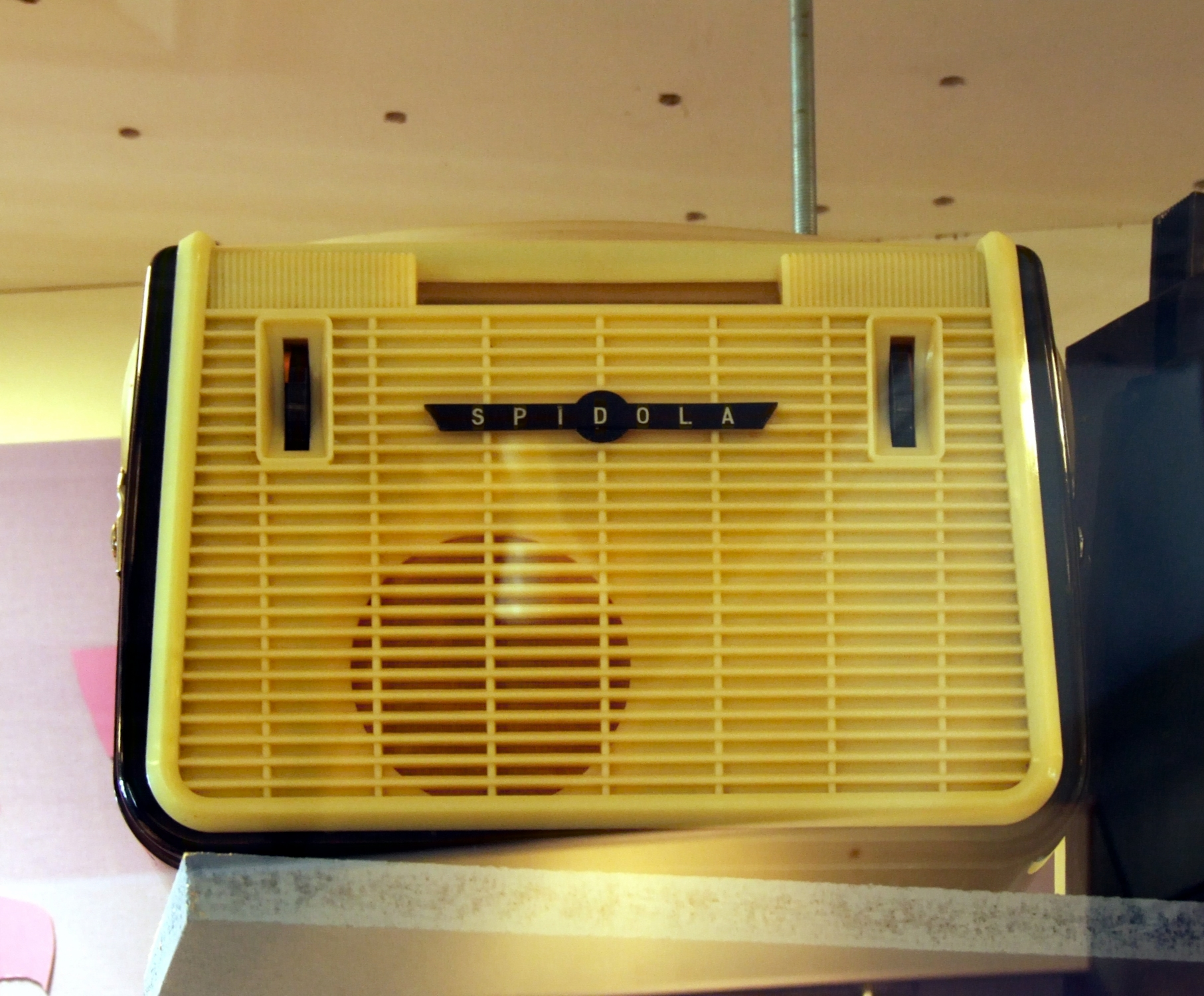
«Spidola» модели 1960 года

«Спи́дола» (латыш. Spīdola — сияющая) — торговая марка советских портативных транзисторных радиоприёмников, выпускавшихся с 1960 года до начала 1990-х годов. рижским заводом VEF. В 1968 году создателям «Спидолы» была присуждена Государственная премия СССР.

## История создания
Инженеры ВЭФа Улдис Бриедис и Янис Церпс работали над портативным транзисторным приёмником поначалу в инициативном порядке, в нерабочее время. Свой образец они собрали в корпусе от лампового «Туриста», он имел диапазоны длинных, средних и коротких (от 16 до 50 метров) волн. В конце 1950-х гг. на ВЭФе началось затоваривание ламповой радиоаппаратурой, не находившей сбыта, и в их проекте руководство завода увидело «спасательный круг» для предприятия. Первый радиоприёмник под маркой «Спидола» ПМП-60 (Приёмник Малогабаритный Полупроводниковый 1960 года, другое обозначение — ПМК-60) выпущен небольшой серией в 1960 г. Автор дизайна — Адольф Ирбитис, название придумал Я. Церпс. Из-за бюрократических проволочек и технологических проблем массовый выпуск первой модели начался только в 1962 году и продолжался по крайней мере до 1965 г.
Приёмник оказался весьма удачным и быстро завоевал популярность в СССР, несмотря на довольно высокую для того времени цену — 73 рубля при средней зарплате по СССР в 1962 году около 84 рублей в месяц. Самый простой ламповый приёмник стоил тогда меньше 30 рублей, транзисторный приёмник без КВ диапазона — 40—50 рублей, ламповая радиола III класса с КВ — около 70 рублей, настольный ламповый приёмник II класса — 90—100 рублей. «Спидолу» поначалу отнесли к III классу — только потому, что в действующем на тот момент ГОСТе не предусматривались транзисторные приёмники II класса. Параллельно со «Спидолой» образца 1960 г. выпускались варианты «ВЭФ-Спидола» (1962 г.), «ВЭФ-Спидола-10» (1963 г.), «ВЭФ-Транзистор-10» (1965 г.), которые отличались от первой модели внешним оформлением, конструкцией шкалы настройки и незначительными изменениями в электрической схеме. Кроме того, варианты для внутреннего рынка и для экспорта различались границами диапазонов. В Великобританию часть приёмников поставлялась под маркой «Convair».
Конструкция «Спидолы» стала основой для разработки многих последующих моделей (ВЭФ-12, ВЭФ-201, ВЭФ-202, «Спидола-207» и др.), отличавшихся многочисленными усовершенствованиями, в том числе добавлением регулятора тембра, диапазона УКВ, более современной элементной базой, улучшенными электроакустическими параметрами и др. Одна из разработок из этого ряда была в 1968 г. передана на Минский радиозавод (ныне ОАО «Горизонт») и дала начало семейству приёмников «Океан». Характерная конструктивная особенность «Спидолы» и её модификаций — переключатель диапазонов в виде барабана, в котором на съёмных планках закреплены входные и гетеродинные контуры. В первой модели прямо на этих планках закреплены и отдельные шкалы для каждого диапазона.
С 1965 года Рижский радиозавод им. И. С. Попова выпускал приёмники «Банга» и «Банга-2», почти точно повторявшие схему «Спидолы», но только с тремя диапазонами и намного меньших размеров.

## Модели с маркой «Спидола»
- «Спидола» (ПМП-60, 1960)
- «ВЭФ-Спидола» (1962)
- «ВЭФ-Спидола-10» (1963)

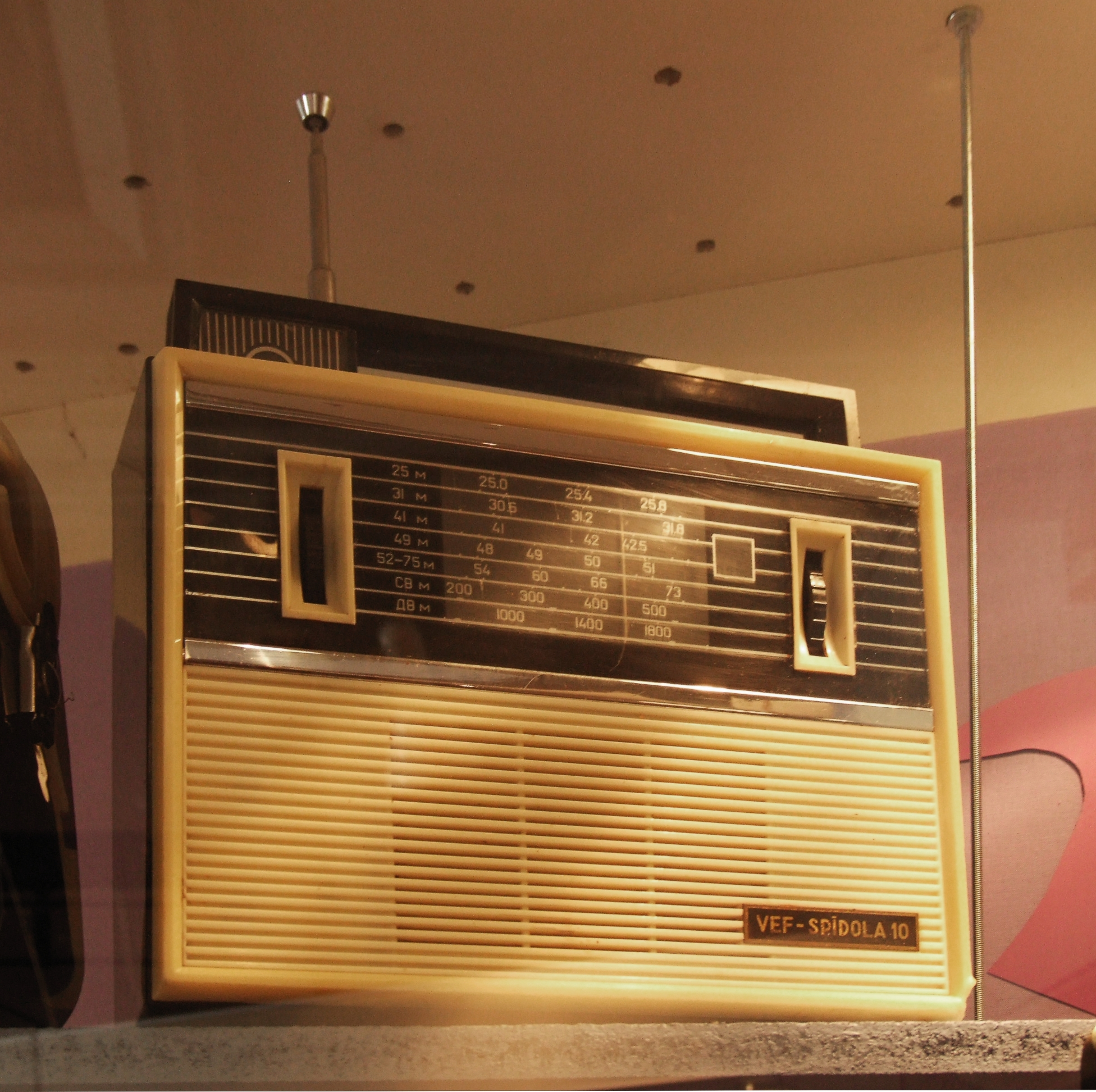
«VEF Spidola-10», вариант для внутреннего рынка

- «Спидола-207» (1971) — новый конструктив, база для моделей 70-х годов. УКВ-диапазон, стрелочный индикатор настройки, регулировка тембра, новые высокочастотные транзисторы
- «Спидола-208» (1971) — упрощенный вариант модели 207, без индикатора
- «Спидола-230» (1973), «Спидола-230-1» (1975) — со светодиодным индикатором настройки, без УКВ
- «Спидола-250», «Спидола-251», «Спидола-252» (1974) — от 207 отличаются «экспортными» границами диапазонов КВ и (250 и 251) УКВ
- «Спидола-231» (1975) — упрощенный (без индикатора) вариант модели 230
- «Спидола-240» (1978) — вариант модели 230 с семью КВ диапазонами
- «ВЭФ-Спидола-232» (1979) — на основе 230, изменено внешнее оформление

## Другие приёмники, разработанные на базе приёмника «Спидола»
- «ВЭФ-12» (1967)

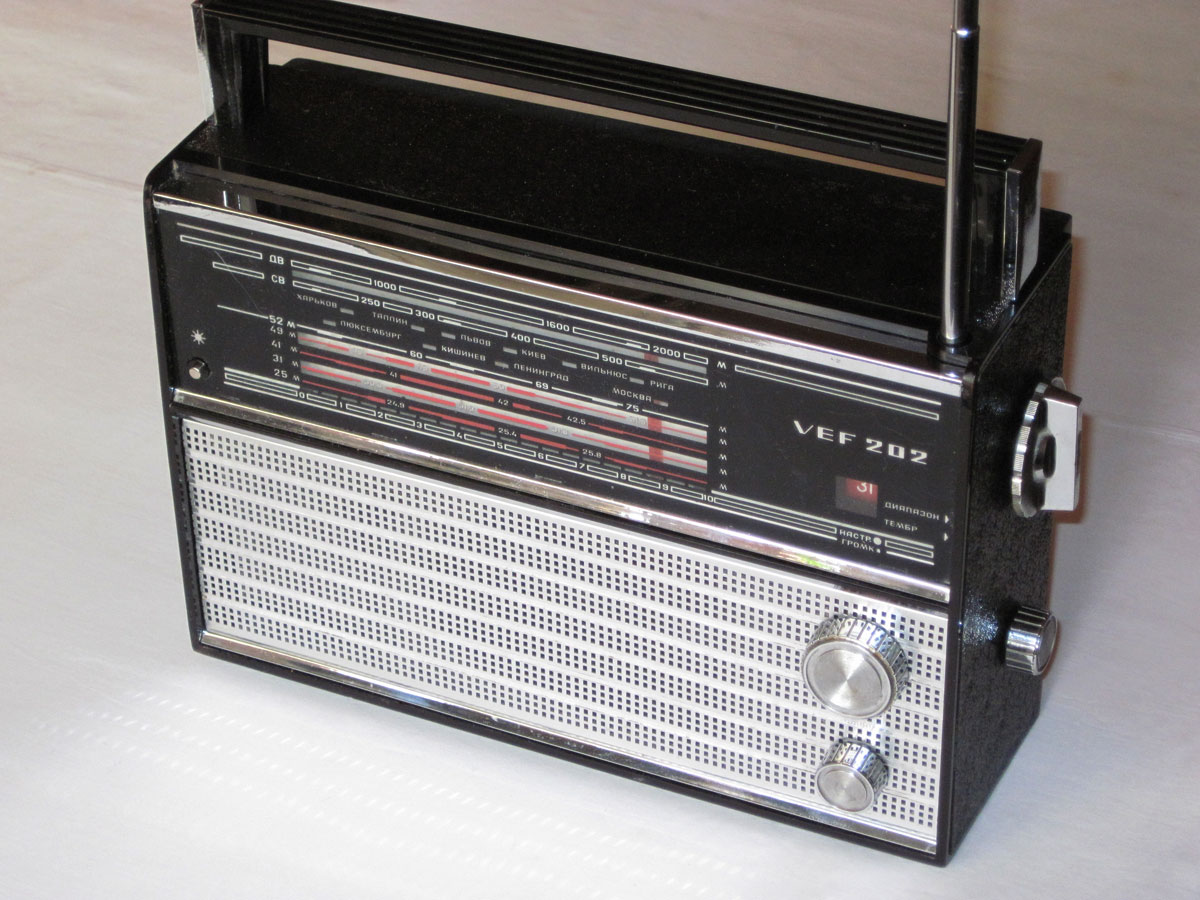
ВЭФ-202

- «VEF-Transistor 17» (прототип приёмников семейства «Океан») (1967)
- «ВЭФ-201» (1969)
- «ВЭФ-204» (экспортный вариант «ВЭФ-201», 1970)
- «ВЭФ-202» (1971)
- «ВЭФ-206» (экспортный вариант «ВЭФ-202», 1973)
- «VEF-242» (экспортный вариант «ВЭФ-Спидола-232», 1979)

## Технические характеристики

### «Спидола» (1960)
(согласно инструкции по эксплуатации издания 1962 г.)
- Тип — супергетеродин для приёма передач с амплитудной модуляцией в диапазонах длинных, средних и коротких волн. Собран на 10 германиевых транзисторах П403 и П15.
- Диапазоны приёма:
  - ДВ (150…410 кГц);
  - СВ (560…1600 кГц);
  - пять поддиапазонов КВ (4,0…5,8 МГц, 5,85…6,3 МГц, 7,0…7,4 МГц, 9,4…9,9 МГц, 11,6…12,0 МГц).
- Чувствительность, не хуже:
  - в диапазонах ДВ, СВ на встроенную магнитную антенну — 2 мВ/м;
  - в диапазонах КВ на встроенную штыревую телескопическую антенну — 100 мкВ.
- Избирательность при расстройке ±10 кГц — не хуже 32 дБ.
- Полоса воспроизводимых частот на внутренний громкоговоритель — 250…3500 Гц.
- Номинальная выходная мощность — 150 мВт.
- Напряжение питания — 9 В. Источник питания — 6 элементов типа 373 или две батареи типа КБС (3336). В приёмнике два одинаковых батарейных отсека, и они устроены таким образом, что в каждый из них можно поместить либо три элемента 373, либо одну батарею КБС. У КБС нужно предварительно изогнуть контактные пластины наружу. Чтобы сменить источник питания, нужно вывернуть два винта, снять целиком заднюю крышку приёмника, а затем снять две контактные площадки, которые закрывают батарейные отсеки (для этого нужно ослабить ещё четыре винта).
- Потребляемый ток при средней громкости — 25 мА.
- Предусмотрено подключение внешней антенны, внешнего громкоговорителя и звукоснимателя для воспроизведения грамзаписей.
- Габариты — 275×197×90 мм.
- Масса без источника питания — 2,2 кг.
- Розничная цена — 73 руб. 40 коп.

Шкалы настройки в первой «Спидоле» — отдельные для каждого диапазона, вставленные в паз прямо на барабане переключателя диапазонов. Нужная шкала видна через узкое окошко на верхнем ребре корпуса. Через это окошко виден и тонкий шнур привода настройки, на котором закреплена стрелка (маленький кусочек прозрачного кембрика, окрашенного в красный цвет) отсюда жаргонное название первой «Спидолы», бытующее среди коллекционеров — «ниточка». Ручки настройки и громкости выведены на переднюю стенку так, что, если держать приёмник перед собой двумя руками, большие пальцы ложатся точно на ручки. Корпус приёмника — из цветного полистирола: передняя и задняя стенки — молочно-белые, обечайка корпуса чаще всего чёрная, но выпускались и другие — светло-серые, голубые, зелёные, красные.
Также выпускались экспортные варианты приёмника «Spidola», они отличались набором коротковолновых поддиапазонов (13, 16, 19, 25, 31 м и 41…52 м).
Ранние «Спидолы», в особенности хорошо сохранившиеся и в корпусах редких цветов, представляют коллекционную ценность.

### «ВЭФ-Спидола» и «ВЭФ-Спидола 10» (1963)
Эти приёмники сделаны на базе приёмника «Спидола». Выпуск обоих приёмников был начат в 1963 году. Друг от друга они отличались только корпусами: у «ВЭФ-Спидола» углы были скруглённые и решетка громкоговорителя из анодированного алюминия, а «ВЭФ-Спидола 10» имела корпус «рубленой» трапециевидной формы с пластмассовой решеткой и металлическую перекидную ручку. Шкала настройки у этих моделей стала широкой, единой для всех диапазонов и переместилась на переднюю стенку.
В 1965 г. оба приёмника были модернизированы. У них появились прорези ПАС в задней стенке, магнитная антенна была перенесена из ниши между платой и барабаном диапазонов к верхней стенке корпуса. В приёмнике «ВЭФ-Спидола 10» перекидную ручку заменили на жёсткую пластмассовую из-за того, что металлическая разбивала переднюю панель и слабую заднюю стенку. В остальном эти приёмники идентичны «Спидоле».
Экспортные варианты выпускались под названием «VEF-Transistor» и «VEF-Transistor 10» (для Англии выпускались под названием «Convair» и «Convair 10» соответственно), они отличались набором коротковолновых поддиапазонов (13, 16, 19, 25, 31 м и 41…52 м).

### «Спидола-240» (1978)
(согласно инструкции по эксплуатации)
- Тип — супергетеродин для приёма передач с амплитудной модуляцией в диапазонах длинных, средних и коротких волн. Собран на 12 германиевых транзисторах ГТ322, МП37, МП41 и ГТ402.
- Диапазоны приёма:
  - ДВ (150…408 кГц);
  - СВ (525…1605 кГц);
  - семь поддиапазонов КВ (2,0…5,0 МГц, 5,0…7,4 МГц, 9,5…9,775 МГц, 11,7…12,1 МГц, 15,1…15,45 МГц, 17,7…17,9 МГц, 21,25…21,75 МГц).
- Чувствительность, не хуже:
  - в диапазонах ДВ, СВ на встроенную магнитную антенну — 600 мкВ/м и 300 мкВ/м соответственно;
  - в диапазонах КВ на встроенную штыревую телескопическую антенну — 150 мкВ в первом диапазоне, 100 мкВ в остальных.
- Полоса воспроизводимых частот на внутренний громкоговоритель — 125…4000 Гц.
- Максимальная выходная мощность — 700 мВт.
- Напряжение питания — 9 В. Источник питания — 6 элементов типа 373.
- Имеется стрелочный индикатор настройки, регуляторы тембра по высшим (плавный) и низшим (ступенчатый) частотам, подсветка шкалы настройки.
- Предусмотрено подключение внешней антенны, внешнего источника питания, магнитофона на запись, головных телефонов или внешнего громкоговорителя.
- Габариты — 250×365×106 мм.
- Масса без источника питания — 3,3 кг.

## «Спидола» в искусстве
- В фильме «Ошибка резидента» Бекас привозит для Тульева из западного разведцентра «Спидолу» первой модели: «Этот приёмник — обычный… после несложных переключений может быть коротковолновым передатчиком»[16].
- «ВЭФ-Спидола» (вторая модель) стоит в кабине водителя авторефрижератора в фильме «Кавказская пленница».[17]

Гляжу в окно. Какое буйство красок! 
Пруд — синь, 
Лес — зелен, 
Небосклон — голуб. 
Вот стадо гонит молодой подпасок, 
Во рту его златой сияет зуб.

В его руках «Спидола» именная — 
Награда за любимый с детства труд. 
Волшебным звукам 
Трепетно внимая, 
Ему вослед животные идут.— Игорь Иртеньев, «Пастораль»
- Со «Спидолой-230» не расстаётся Лёнька из фильма «Любовь и голуби».[18]
- «Спидола» — почти одушевлённый персонаж фантастической повести А. и Б. Стругацких «Повесть о дружбе и недружбе», верный друг главного героя, школьника Андрея Т.
- «Спидола» часто упоминается в рассказах Станислава Олефира о жизни на Крайнем Севере.
- «Спидола» изображена на картине Дмитрия Петровича Бучкина «Строить новые города» 1974 года.
- "Спидола" в экспортном исполнении "Convair" показана в художественном фильме "Дикие гуси" (Великобритания, 1978 год): сцена, где герой Роджера Мура читает газету - на столе стоит этот радиоприёмник.